# 구의제3동도서관
구의제3동도서관은 서울특별시 광진구 구의동에 소재한 구립도서관이다.

## 연혁
- 2013년 개관

## 시설현황
- 3층: 어린이자료실, 일반자료실, 노트북코너, 강의실

## 이용방법
이용시간
| 구분         | 하절기(3 ~ 10월) | 동절기(11 ~ 2월) | 주말(동·하절기 동일) |
| ------------ | ---------------- | ---------------- | -------------------- |
| 종합자료실   | 09:00 ~ 19:00    | 09:00 ~ 20:00    | 09:00 ~ 17:00        |
| 어린이자료실 | 09:00 ~ 19:00    | 09:00 ~ 20:00    | 09:00 ~ 17:00        |

휴관일
- 정기휴관일: 매월 둘째, 넷째 월요일
- 국경일, 일요일을 제외한 국가지정공휴일, 임시공휴일
(단, 일요일과 국경일, 국가지정공휴일, 임시공휴일이 겹치는 경우 휴관)
- 임시휴관일: 장서 점검 및 관장이 필요하다고 인정하는 날

대출방법
- 대출가능권수: 1인 3권 (자양제4동도서관 동일)
- 대출기간: 7일
- 연장: 인터넷을 이용한 연장, 최대 2회가능
- 대여가 불가능한 자료: 참고도서, 행정자료, 팜플렛, 지도, 다큐멘터리DVD, 비디오 테이프, CD-ROM, CD, 최신 DVD(입수3개월), 최신 연속간행물(입수2개월)
- 연체: 연체일수만큼의 대출 정지(연체권수 x 연체일 +1)

## 참조
1. ↑  광진구립도서관 홈페이지 자료현황
2. ↑  해당자료 미기재